# Fermo posta Tinto Brass
Fermo posta Tinto Brass (conocida en Latinoamérica como Confesiones de Tinto Brass) es una película de comedia erótica italiana estrenada en 1995, dirigida por Tinto Brass y protagonizada por el mismo director junto a la actriz Cinzia Roccaforte.

## Sinopsis
Tinto Brass y su secretaria Lucía (Cinzia Roccaforte) están en la oficina de Venecia del director. Lucía lee cartas (algunas acompañadas de cintas de vídeo) enviadas a Brass por siete de sus admiradoras de toda Italia, que reflejan las fantasías sexuales de estas mujeres. Tinto Brass usa su propio nombre y es mencionado como un maestro del cine erótico.

## Reparto
| - Tinto Brass es él mismo. - Cinzia Roccaforte es Lucía. - Cristina Rinaldi es Ivana. - Erika Savastani es Elena. - Gaia Zucchi es Renata. - Carla Solaro es Francesca. - Gabriella Barbuti es Rossella. | - Alessandra Antonelli es Betta. - Laura Gualtieri es Milena. - Sara Cosmi es Sofía. - Claudia Biagiotti es María. - Paolo Lanza es Guido. - Pascal Persiano es Paolo. |